# Thanh Loan
Thanh Loan (sinh ngày 21 tháng 1 năm 1951) là nữ diễn viên Việt Nam nổi tiếng từ thập niên 1980 với vai diễn "Ni cô Huyền Trang" trong phim Biệt động Sài Gòn. Bà được phong danh hiệu Nghệ sĩ ưu tú năm 1993.

## Cuộc đời
Thanh Loan tên đầy đủ Nguyễn Thị Thanh Loan, sinh ngày 21 tháng 1 năm 1951 tại Hà Nội, bà là con thứ năm trong gia đình có tám người con, không ai làm nghệ thuật. Năm 15 tuổi, bà thi tuyển diễn viên của Trường Quân đội. Năm 1967, bà nhập ngũ vào Trường Nghệ thuật Quân đội đúng thời điểm bắt đầu chiến tranh ở miền Bắc. Sau khi tốt nghiệp, bà trở thành diễn viên ở đoàn kịch nói Tổng cục Chính trị. Năm 1973, bà bắt đầu sự nghiệp nghệ thuật trong bộ phim Người về đồng cói của đạo diễn Bạch Diệp, kịch bản do nhà văn Lê Hựu viết. Sau đó bà tiếp tục tham gia các bộ phim Bài ca ra trận, Phương án ba bông hồng, Người chưa biết nói, Bản đề án bị bỏ quên.
Năm 1982, bà ghi dấu ấn với vai diễn "Ni cô Huyền Trang" nữ chiến sĩ biệt động khoác áo tu hành trong bộ phim Biệt động Sài Gòn của đạo diễn Long Vân. Bộ phim phát hành năm 1986, lập kỷ lục về số lượng người xem lúc bấy giờ. Thời điểm này bà đang làm phát thanh viên cho truyền hình quân đội công an, đạo diễn Long Vân mời bà tham gia bộ phim do chưa tìm được diễn viên phù hợp vào vai "Ni cô Huyền Trang". Để hóa thân vào vai diễn này bà phải cắt mái tóc dài của mình, vào chùa học các nhà sư về cách đi đứng, thần thái của người tu hành và đi khất thực dưới trời nắng nóng của Sài Gòn. Theo lời của nghệ sĩ Thanh Loan thì đây là vai diễn bà tâm đắc nhất.
Sau thành công của bộ phim, bà chuyển sang làm đạo diễn phim tài liệu rồi nghỉ hưu với quân hàm đại tá. Cuối năm 2021, bà là một trong 9 cá nhân có hồ sơ đủ điều kiện để xét duyệt danh hiệu Nghệ sĩ nhân dân vào đợt 10 năm 2023 nhưng đã bị đánh trượt.

## Tác phẩm
| Năm  | Phim                                  | Vai diễn          | Đạo diễn              | Nguồn  |
| ---- | ------------------------------------- | ----------------- | --------------------- | ------ |
| 1973 | Người về đồng cói                     | Riêng             | NSND Bạch Diệp        |        |
| 1973 | Bài ca ra trận                        | Lê                | NSND Trần Đắc         | [ 14 ] |
| 1979 | Người chưa biết nói                   | Mai               | NSND Bạch Diệp        |        |
| 1979 | Tuổi thơ                              | Cô giáo           | NSƯT Nguyễn Xuân Chân |        |
| 1980 | Bản đề án bị bỏ quên                  | Kỹ sư Khuê        | Nông Ích Đạt          |        |
| 1981 | Phương án ba bông hồng                | Mai               | Văn Hòa               |        |
| 1985 | Ván bài lật ngửa: Trời xanh qua kẽ lá | Thúy Loan         | Lê Hoàng Hoa          |        |
| 1986 | Biệt động Sài Gòn                     | Huyền Trang       | Long Vân              | [ 2 ]  |
| 1990 | Bí mật thành phố cấm                  | Cô giao liên      | Phan Vũ               | [ 15 ] |
| 1992 | Nơi tình yêu đã chết                  | Thân Thị Nam Trân | NSƯT Lê Dân           |        |

### Đạo diễn
- Bộ trưởng của chúng tôi
- Cảnh sát mặc thường phục
- Dấu vết cháy
- Nơi dòng sông chảy ngược
- Những người trong truyện

## Đời tư
Thanh Loan kết hôn vào năm 23 tuổi, chồng bà là giáo sư, tiến sĩ toán. Họ có hai người con, một trai, một gái.